# Dolina Miękini

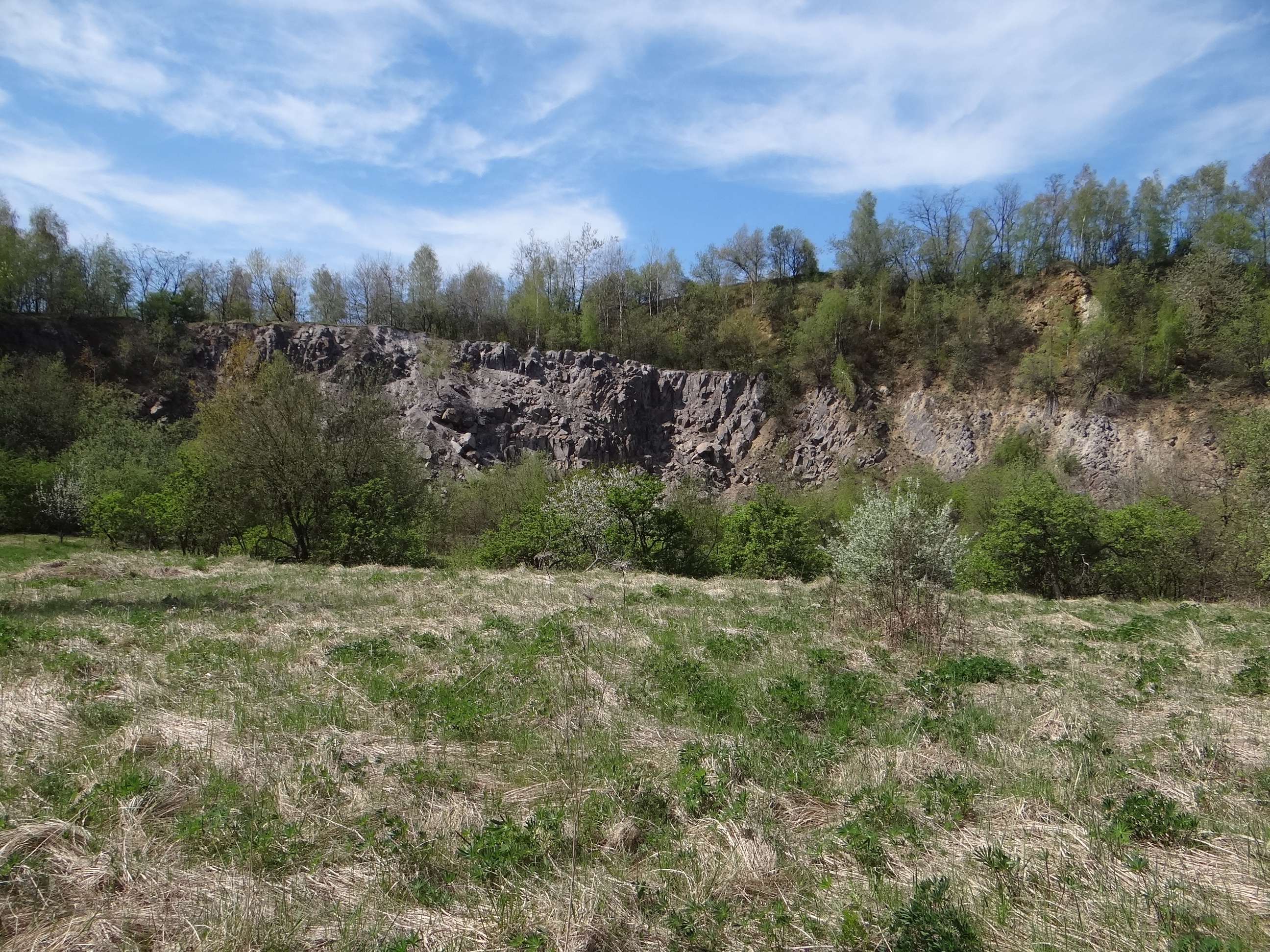
Kamieniołom porfiru w Miękini

Dolina Miękini – niewielka dolina na Wyżynie Krakowsko-Częstochowskiej, w której płynie potok Miękinia, nad nią położona jest miejscowość Miękinia. Po zachodniej stronie doliny znajduje się wzniesienie – Miękińska Góra – sięgające 446 m n.p.m. i ponad 100 m ponad dno doliny. Dolina rozpoczyna się koło ostatnich zabudowań wsi (na północy), kończąc po 6 km na południowym wschodzie w krzeszowickim osiedlu Czatkowice Dolne w pobliżu południowego krańca Bartlowej Góry. W środkowej swej części, dolina, przecina na dwa oddzielne płaty, dużą płytę zastygłej lawy porfirowej, grubej na kilkadziesiąt metrów. Porfir jako skała magmowa, wydostała się z wulkanu z początku okresu permskiego, który znajdował się po zachodniej stronie doliny.